# Hypersensibilité dentinaire
 (mars 2017).
 Mise en garde médicale
L'hypersensibilité dentaire est une affection se manifestant par une douleur brève et aiguë émanant de la dentine exposée en réaction à des stimuli de nature thermique, liée à l'évaporation, tactile, osmotique ou chimique et que l'on ne peut imputer à aucune autre forme de défaut ou de pathologie dentaire (1983, groupe de travail international).
Les stimuli possibles sont : mécaniques (brosse à dents, ongle) ; thermiques (boisson froide, air) ; chimiques (acide) ; osmotiques (sucre). Le stimulus le plus fréquent est le froid.

## Prévalence
4 à 57 % (72 à 98 % chez les patients ayant une maladie parodontale). En effet la maladie parodontale entraîne très souvent une récession gingivale, ce qui dénude partiellement la racine. Or la racine n'est protégée que par le cément, très fin. La dentine est donc plus sensible. 
On vit plus longtemps en conservant plus de dents, donc la prévalence augmente. 
Les zones les plus touchées sont : la zone vestibulaire (i.e. le collet), notamment des canines et prémolaires maxillaires puis des incisives et molaires.

## Diagnostic
Le diagnostic de l'hyperesthésie dentinaire est fondé essentiellement sur le ressenti du patient : accroissement de sa sensibilité dentaire à différents stimuli (température, contact de la brosse à dent ou d'autres objets, contact d'aliments sucrés ou acides).
Un examen clinique et radiographique minutieux permet l'élimination des autres causes de douleur d'origine dentaire (carie, fracture, fêlure, pulpite) ou gingivale.

## Mécanismes
- Perméabilité dentinaire (qui est le facteur essentiel) ;
- Phénomènes hydrodynamiques = théorie hydrodynamique de Brännström ;
- Réaction inflammatoire.

Les fibres Ad sont stimulées par des mouvements de fluide dans les canaux sous l'effet du froid de l'air ou du sucré ; donc la sensibilité augmente (variable prépondérante : différence de diamètre des tubuli). 
En fonction du potentiel réparateur de la pulpe (apposition de dentine tertiaire) et de la vitesse de minéralisation des canalicules, cette sensibilité disparaît ou persiste. Elle peut alors nécessiter l'élimination de la pulpe dentaire (pulpectomie).

## Étiologie
L'hyperesthésie a plusieurs origines possibles. D'une manière générale, c'est l'exposition de la dentine, tissu interne de la dent, qui est en jeu. Cette exposition de la dentine a plusieurs causes :
- usure de l'émail (en général au niveau du collet de la dent, là où la couche d'émail dentaire est la plus fine) :
  - par abrasion, c'est-à-dire usure mécanique : liée à l'usage d'une brosse à dent trop dure, avec un mouvement horizontal inadapté),
  - ou par érosion, c'est-à-dire usure chimique : lié à l'ingestion fréquente d'aliments acides, comme les jus de fruits et sodas, à des reflux gastro-œsaphagiens, ou à des pathologies de l'alimentation (anorexie, boulimie),
  - une troisième étiologie d'usure est parfois citée : l'abfraction (en) impliquant des troubles de l'occlusion dentaire (engrènement et cinématique des arcades), mais elle est controversée (son existence n'est que théorique),
  - la qualité de l'émail dentaire chez les enfants est parfois aussi dégradée par des facteurs chimiques.
- exposition de la racine dentaire : la racine est exposé lors de maladies parodontales, la racine dentaire n'est pas couverte d'une couche protectrice d'émail, mais d'une fine couche de cément qui protège médiocrement la dentine et est beaucoup plus susceptible d'atteintes par abrasion ou érosion.

Toutefois, l'ensemble de ces facteurs ne sont pas obligatoirement déclencheurs d'hyperesthésie dentinaire. En effet, le mécanisme de l'hyperesthésie est lié au mouvement de fluides dans les tubulis dentinaires, or ceux-ci peuvent être rapidement obturés par des minéraux si l'environnement est adéquat.
La corrélation avec la plaque dentaire est à peu près nulle. Le blanchiment entraîne souvent une sensibilité plus ou moins transitoire et plus ou moins importante. Un brossage trop vigoureux avec un dentifrice abrasifs (anti-tartre ou blancheur), augmente l'hypersensibilité.
L'hypersensibilité dans la maladie parodontale, peut être due à la pathologie ou au traitement (détartrage et surfaçage trop agressifs).
L'hypersensibilité postopératoire après obturation coronaire, peut être due à une infiltration marginale, notamment si des canalicules ont été ouverts, par exemple à la suite de la taille de dentine saine ou à un mordançage (traitement acide). Quand une dent subit un traitement parodontal ou une préparation prothétique avant la pose d'une couronne, les canalicules dentinaires sont exposés à l'environnement.
Une hypersensibilité des dents aux différences de température, au sucre, aux acides et à la pression est très fréquente après des microtraumatismes du bruxisme dans le cadre d´un syndrome algodysfonctionnel de l'appareil manducateur (SADAM).

## Traitements
Le traitement est d'abord étiologique, il faut supprimer la cause d'apparition de l'hyperesthésie : traitement de la maladie parodontale, obturation des lésions cervicales d'usure, prise en charge des troubles gastro-œsophagiens.
Conseils : 
- Si l'hygiène est défaillante : incitations à l'hygiène et en plus éventuellement détartrage/surfaçage.
- Si l'hygiène est excessive : méthode de brossage plus adaptée : brosse douce, technique adéquate (en rouleau), dentifrice non abrasif (spécial dents sensibles).
- Si les habitudes alimentaires sont néfastes : conseils diététiques : diminuer les mets et boissons acides ; ne pas se brosser les dents immédiatement après avoir mangé.

Principe des dentifrices désensibilisants : ils contiennent du fluor et du potassium.
Des vernis dentinaires existent pour la protection des zones radiculaires exposées, mais leur application doit être répétée régulièrement, et l'usage régulier d'un dentifrice contre les sensibilités peut être une aide utile.

## Sources
- L’hyperesthésie dentinaire cervicale : comment la gérer ? Dr S. Chala, Pr B. Chraïbi.
- Les dentifrices commercialises en grandes et moyennes surfaces - Lille2